# HIP 14810
HIP 14810 es una estrella en la constelación de  Aries.
De magnitud aparente +8,50, se localiza 1º22' al norte de la brillante Botein (δ Arietis).
Se encuentra a 170 años luz del sistema solar.
Se conoce la existencia de tres planetas extrasolares orbitando en torno a esta estrella.

## Características físicas
HIP 14810 es una enana amarilla de tipo espectral G5V.
Algo más fría que el Sol, tiene una temperatura efectiva de 5501 ± 38 K.
Su masa apenas es un 5% inferior a la masa solar y es una estrella antigua cuya edad se cidra entre 7200 y 7770 millones de años.
Tiene un radio igual al del Sol y gira con una velocidad de rotación proyectada de 1,5 km/s.
En cuanto a su composición química, HD 14810 es una estrella rica en metales, siendo su abundancia relativa de hierro el doble la del Sol ([Fe/H] = +0,30).
Todos los elementos evaluados son igualmente sobreabundantes, destacando los elevados niveles de cobalto y escandio; este último metal es 3,5 veces más abundante que en el Sol.
Por su parte, su contenido de litio es comparable al solar.

## Sistema planetario
En órbita alrededor de HIP 14810 hay tres planetas confirmados.
El descubrimiento de los dos planetas interiores, denominados HIP 14810 b e HIP 14810 c, fue publicado en 2007.
El descubrimiento del tercer planeta, HIP 14810 d, fue anunciado en 2009, junto a una revisión de los parámetros orbitales del planeta c.
| Acompañante (En orden desde la estrella) | Masa (MJ)      | Período orbital (días) | Semieje mayor (UA) | Excentricidad    |
| ---------------------------------------- | -------------- | ---------------------- | ------------------ | ---------------- |
| HIP 14810 b                              | > 3,88 ± 032   | 6,673855 ± 1,9         | 0,0692 ± 0,004     | 0,1427 ± 0,00094 |
| HIP 14810 c                              | > 1,28 ± 0,1   | 147,73 ± 0,065         | 0,545 ± 0,031      | 0,164 ± 0,012}   |
| HIP 14810 d                              | > 0,57 ± 0,052 | 962 ± 15               | 1,89 ± 0,11        | 0,173 ± 0,037    |